# Watahomigi-Formation
Die Watahomigi-Formation ist die erste Formation der Supai Group. Sie wurde zu Beginn des Oberkarbons im Südwesten der Vereinigten Staaten im Bereich des heutigen Colorado-Plateaus abgelagert.

## Etymologie

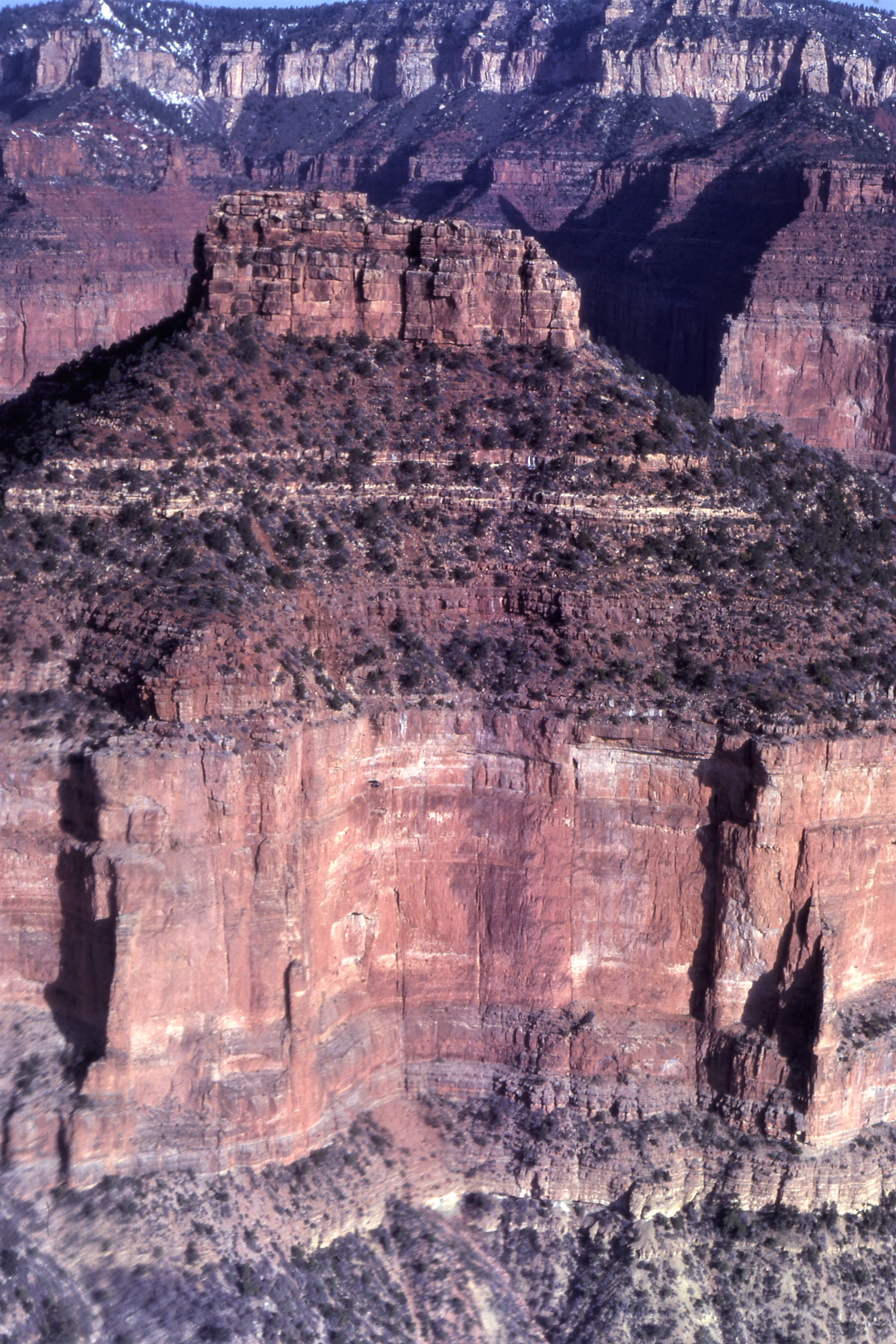
Der Alsap Butte am oberen Nankoweap Canyon. Die Watahomigi-Formation folgt über der mächtigen Steilwand aus Redwall Limestone, darüber die weißen Lagen der Manakacha-Formation, die hangbildende Wescogame-Formation und der massive Esplanade Sandstone am Gipfel.

Die Formation wurde nach dem Watahomigi Point etwa 2,5 Kilometer nordwestlich von Supai benannt. Das Wort Watahomigi, auch Watahomigie, ist ein Familienname der Havasupai.

## Erstbeschreibung
Die Erstbeschreibung der Watahomigi-Formation erfolgte im Jahr 1975 durch Edwin D. McKee, der erstmals die neu geschaffene Supai Group in vier Formationen unterteilte, darunter die Watahomigi-Formation. Die Supai Group war im Jahr 1910 von N. H. Darton noch als Supai Formation definiert worden.

## Vorkommen
Neben den Vorkommen im Grand Canyon Arizonas erscheint die Watahomigi-Formation weiter südwärts am Mogollon Rim im Verde Valley, ebenfalls in Arizona. Sie wird generell zur Plateau Sedimentary Province des Colorado-Plateaus gerechnet.
Die Typlokalität der Watahomigi-Formation befindet sich unterhalb des Watahomigi Points an der linken Talseite des Havasu Creeks in der Nähe der Navajo Falls.

## Stratigraphie
Die Watahomigi-Formation überlagert entweder die Surprise-Canyon-Formation oder das Horseshoe Shale Member des Redwall Limestones erosionsdiskordant. Sie wird ihrerseits erosionsdiskordant von der Manakacha-Formation, der zweiten Formation der Supai Group, abgedeckt.
Ihre Mächtigkeit ist sehr variabel und schwankt im Grand Canyon von 24 bis maximal 104 Meter, die Zunahme erfolgt in Richtung Westen. An der Typlokalität beträgt sie 66 Meter.
Zeitliche Äquivalente der Watahomigi-Formation sind der Black Prince Limestone im Südosten Arizonas, die Molas-Formation im Südosten Utahs und der Callville Limestone im Süden Nevadas. Etwas weiter entfernt die Oquirrh Group der Oquirrh Mountains in Utah und der Ely Limestone in Nevada sowie mehrere Formationen in Arkansas und in Oklahoma wie beispielsweise die Atoka-Formation und der Bloyd Shale  oder die La-Pasada-Formation in New Mexico.
Die Formation wird nicht in Member unterteilt, kann aber in eine untere Hanglage aus Rotschichten, in eine mittlere Steilstufe aus Karbonaten und in eine obere Hanglage aus Rotschichten gegliedert werden.

## Lithologie
Die Watahomigi-Formation (IPswa) baut sich lithologisch aus grauen bis violettroten Tonsteinen, Siltsteinen, Kalken, Dolomiten und Konglomeraten auf. Insgesamt betrachtet dominieren Karbonate im Westen, Tonsteine jedoch im Osten. Karbonate nehmen 60 bis 90 Prozent im Westen in Anspruch, die restlichen 40 bis 10 Prozent stellen Silte und Tone. Im Osten reduzieren sich Karbonate auf nur noch 15 bis 35 Prozent, Tone nehmen hingegen 50 bis 85 Prozent in Anspruch. Sande fehlen im Westen vollkommen, steuern aber im Zentrum und im Osten 15 Prozent bei.
Die hellroten bis purpurroten Tonsteine sind wellig oder flachlagig und können Kalk und Silt enthalten. Die hellroten bis grauen Siltsteine sind flachlagig bis laminiert und können sehr kalkhaltig und tonig ausgebildet sein. Einige Lagen enthalten Linsen aus Jaspis. Die hellgrauen, grauroten bis gelbgrauen Kalke sind feinkörnig und manchmal silthaltig. Konkretionen aus Jaspis sind sehr häufig, auch Jaspislinsen kommen vor. Die grauen, hellroten bis rotbraunen Konglomerate führen Kalkgerölle, eingehüllt in einer rotbraunen Matrix aus Tonstein. Auch in ihnen können Flint- und Jaspislinsen auftreten. Sie enthalten ferner autochthone marine Fossilien.
Die 7,5 bis maximal 32 Meter mächtige untere Hanglage besteht vorwiegend aus violettroten Tonsteinen und Siltsteinen, in die im oberen Abschnitt dünnbankige, apahanitische bis körnige Kalke eingeschaltet sind, welche rote Adern und Knollen aus Chert bzw. Jaspis enthalten. Bei den Kalken handelt es sich um peloidhaltige und um bioklastische Wackestones. Die untere Hanglage verzahnt sich mit dem mittleren Steilwandbereich oder geht allmählich in ihn über. 
Der darüber folgende mittlere Steilwandbereich (Mächtigkeit 7,5 bis maximal 45 Meter) und die obere Hanglage (Mächtigkeit 8 bis maximal 37 Meter) enthalten abwechselnd graue, dünnbankige, cherthaltige Kalkvorsprünge und purpurgraue Silt- und Tonsteine. Auch hier sind rote Linsen und Knollen aus Chert recht häufig. Der mittlere Steilwandbereich besteht aus einer Kalkzunge, die nach Osten und Süden ausdünnt, jedoch im Osten auch ganz fehlen kann. Dies hat mehrere Ursachen. Einmal ein gen Osten erfolgender seitlicher Fazieswechsel zu roten Tonsteinen, eine zunehmende Kalkakkumulation in größeren Wassertiefen gen Westen oder ein stärkeres Auskeilen nach Osten, beruhend auf Landhebung und gleichzeitigem Meeresrückzug. Der Hangendkontakt ist meist flach und eben. Die obere Hanglage setzt gewöhnlich mit dem Konglomerat des Atokums ein. Das Konglomerat enthält Jaspisfragmente sowie aphanitische Kalk- und kalkhaltige Tonsteingerölle. Die obere Hanglage endet mit dem Steilwandfuß der Manakacha-Formation, deren Schutt sie oft maskiert. Die Obergrenze wird meist mit dem erstmaligen Auftreten von Sandsteinen der Manakacha-Formation festgelegt.

### Kontaktverhältnisse
Die Watahomigi-Formation folgt erosionsdiskordant entweder über der Surprise-Canyon-Formation oder über dem Redwall Limestone, wobei der Kontakt mit dem Redwall Limestone weit häufiger ist. Der Reliefunterschied der Erosionsfläche ist nicht allzu bedeutend, meist sind nur kleinere Erosionsrinnen in die beiden unterlagernden Formationen eingeschnitten worden. Ausgefüllt werden die Rinnen und Depressionen mit einem Basiskonglomerat, roten Tonsteinen oder einem Gemisch aus beiden Lithologien. Weiter oben in den Rinnen oder auf den dazwischenliegenden ebenen Partien sind rote Schiefertone vorherrschend. Das Basiskonglomerat enthält teils eckige, olivfarbene, graue und braune Chertgerölle, die in eine Matrix aus dunkelrotbraunem Silt oder Sand eingebettet sind. Noch weiter im Hangenden treten sodann dünnbankige Kalke auf. Der Kontakt mit der Surprise-Canyon-Formation ist oft am Farbunterschied zu erkennen – von dunkelroten Tonsteinen der Surprise Canyon-Formation zu purpurroten Tonsteinen der Watahomigi-Formation.
Der praktisch relieflose Hangendkontakt zur Manakacha-Formation ist ebenfalls eosionsdiskordant und erfolgt in strukturlosem rotbraunen Siltstein, ist aber im Unterschied zu den anderen Formationskontakten der Supai Group nicht konglomeratisch ausgebildet.
Außerdem treten innerhalb der Watahomigi-Formation zahlreiche intraformationelle Konglomeratlagen auf, am bedeutendsten hierunter ist die Lage im Hangenden des Steilwandabschnitts, die als Grenzschicht den Beginn des Atokums markiert. Die anderen Konglomeratlagen sind aber nicht durchgehend und lokal begrenzt.

## Paläogeographie
Das Oberkarbon Laurussias war von zwei entscheidenden Ereignissen geprägt. Einerseits die Kollision mit Gondwana und die Herausbildung des Superkontinents Pangäa, andererseits ein neuerliches Ansteigen des Meeresspiegels und der Beginn der Absaroka-Megasequenz, die ihren Höchststand mit rund 180 Meter zu Beginn des Perms erreichen sollte. Das Grand Canyon lag zum damaligen Zeitpunkt in einer recht flachen Meereseinbuchtung, der Grand Canyon Embayment, die sich rund 500 Kilometer nördlich des Paläoäquators befand. Die Bucht öffnete sich zu einem offenen Schelfmeer im Westen, wurde aber erst mit Erreichen der Grenze Nevadas vollmarin. Im Norden, Osten und Süden war sie von Festland umgeben. Hochlandgebiete waren der Defiance Uplift an der Grenze zu New Mexico sowie ein Sporn im zentralen Südwesten Utahs (das so genannte Piute positive element).

## Sequenzstratigraphie
Die Watahomigi-Formation repräsentiert den ersten und den Beginn des zweiten Transgressions-Regressions-Zyklus der Supai Group.
Wie die beiden ausgeprägten Konglomeratlagen belegen, wurde die Formation von zwei Transgressionszyklen geprägt. Die auf das basale Konglomerat folgende untere Hanglage mit vorwiegend roten Ton- und Siltsteinen und nur wenig Kalk dürfte das frühe Transgressionsstadium darstellen, da verschiedene marine Invertebraten in vereinzelten Kalklagen hauptsächlich auf der seewärtigen Seite im Westen auftreten und Foraminiferen bis weit in den Osten vordringen. Einige Brachiopoden finden sich sogar stellenweise im Geröll des basalen Konglomerats im Westabschnitt des Grand Canyons. Kontinentale Fossilien sind sehr selten, dennoch tauchen in roten Siltsteinen am South Kaibab Trail fünf Gattungen von Landpflanzen auf. Regentropfenmarken und auch Trockenrisse sind entlang des Hermit Trails zu beobachten.
Die folgende mittlere Steilwand, die hauptsächlich aus Karbonaten besteht, enthält die größte Konzentration an Fossilien. Sie dürfte daher das Transgressionsmaximum während des ersten Zyklus darstellen. Auf sie folgt ein wahrscheinlich nicht allzu bedeutender Hiatus und darüber das Konglomerat des Atokums – und somit der Beginn der zweiten Transgression.
Die obere Hanglage enthält ebenfalls viel roten Siltstein und im Westen reiche Kalklagen. Da in ihr aber keine Landpflanzen mit der Konglomeratlage assoziiert sind und auch keinerlei subaerische Sediment- und Rinnenstrukturen vorkommen, ist anzunehmen, dass die Transgressionssedimente des Atokums noch in einem flachmarinen Ablagerungsraum akkumulierten. Die untere Steilwand der Manakacha-Formation dürfte sodann das Maximum des zweiten Transgressionszyklus darstellen. Hierbei ist einzufügen, dass die Sedimente des Atokums während eines Tiefstands des Meeresspiegels sedimentiert wurden – dem Atokan lowstand. Dieser entspricht einer ausgeprägten Vereisung in Argentinien und in Australien und einem weltweiten Rückgang der Temperaturen.

## Ablagerungsmilieu
Es wird angenommen, dass die Watahomigi-Formation in Strandnähe oder entlang einer Küstenebene als flachmarines Sediment abgelagert worden war. Der marine Einfluss war im Steilwandabschnitt und in der oberen Hanglage größer als in der unteren Hanglage. Anhand der Fossilienfunde ist auf ein relativ niedrigenergetisches Ablagerungsmilieu zu schließen, das aber für Korallenwachstum entweder noch zu turbulent oder zu sandig/siltig war. Die Fusuliniden deuten auf recht warme klimatische Bedingungen.

### Sandsteine
Rotbraune Sandsteine sind in der Watahomigi-Formation im Vergleich zu den anderen Formationen der Supai Group generell recht selten. Wenn sie überhaupt vorhanden sind, dann meist nur mit kleinen Korngrößen und einem niedrigen Sand-Silt-Verhältnis von 1:3. In den höherliegenden Formationen beträgt dieses Verhältnis immerhin 2:1 bis 5:1. Dieser Sandmangel und der hohe Gehalt an Karbonatschlamm lässt ebenfalls stagnierende, energiearme Bedingungen in der Meeresbucht des Grand Canyon Embayments vermuten. Großdimensionierte Schrägschichtungskörper fehlen vollständig. Selbst kleinmaßstabige Rippellagen sowie aufsteigende Rippel treten nur gelegentlich auf. Zu beobachten sind manchmal Auskolkungen (Englisch scour-and-fill).

### Tonminerale
Tonminerale sind wertvolle Anzeiger für Ablagerungsbedingungen. Marine Tonminerale wie Chlorit, Corrensit und Illit sind in den Karbonaten des Westabschnitts vorhanden. Kaolinit hingegen erscheint im Osten und wird als nicht marines Mineral angesehen, wahrscheinlich bildete er sich im Deltabereich. Etwas Corrensit und Illit kommen aber auch im Osten vor und lassen daher marine Inkursionen in diesen Raum vermuten.

## Fossilien

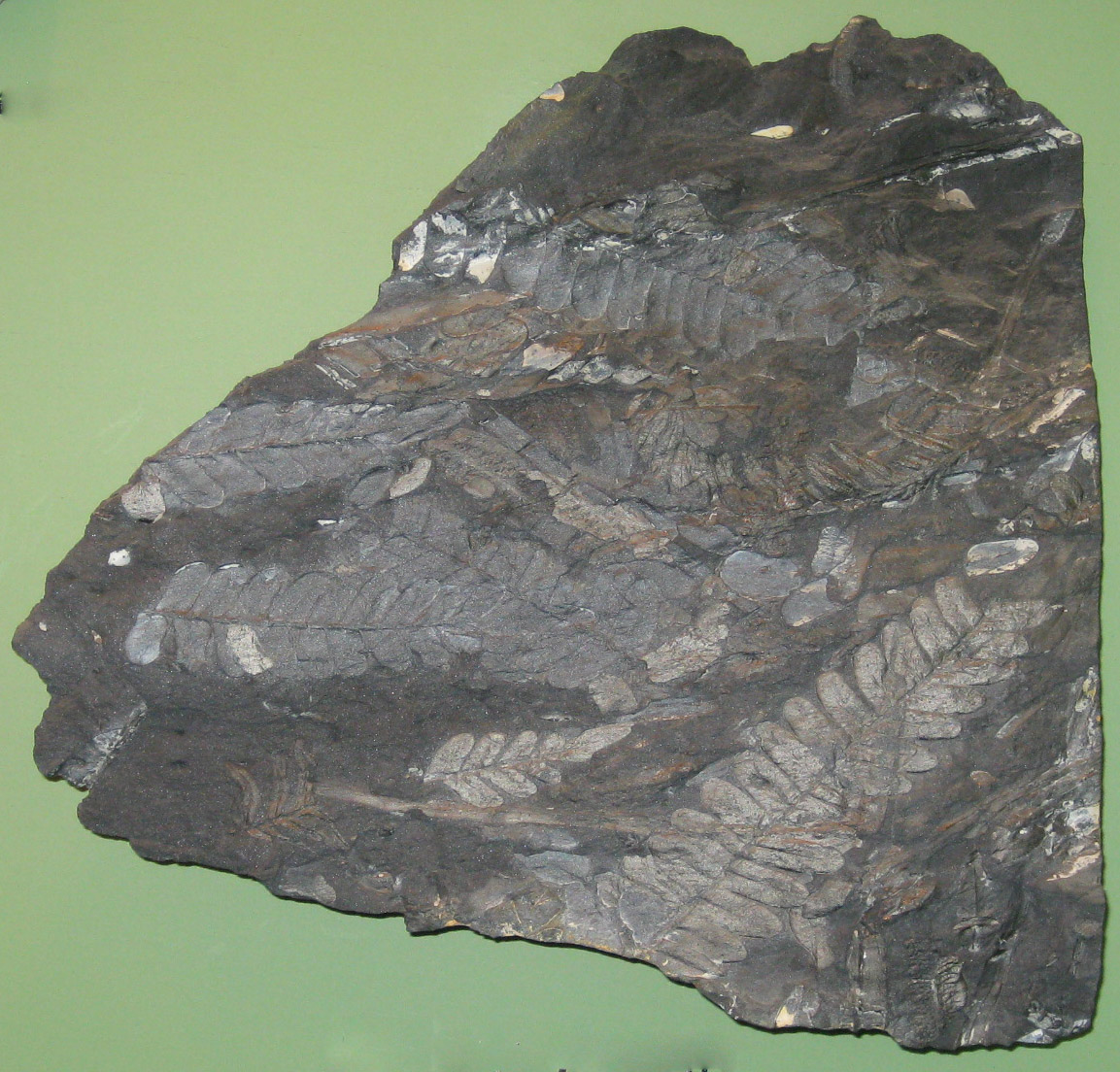
Der Samenfarn Neuropteris

Die Watahomigi-Formation enthält an pflanzlichen Überresten Algen (Dasycladaceae, Osagia, Rivularites, Spongiostramidae), Bennettitales (Taeniopteris), Calcisphären (Calcisphaera levis), Equisetopsida (Calamites), Koniferen (Cordaites und Walchia), Samenfarne (Neuropteris), sowie mikrobielle Spurenfossilien (Stromatolithen) und unbestimmbares Algen- und Pflanzenmaterial. Als Foraminiferen treten beispielsweise Fusulinella, Millerella und Pseudostaffella auf.
Die Mikrofauna besteht aus Kleinforaminiferen wie Apterrinellidae, Archaediscidae mit Asteroarchaediscus, Neoarchaediscus incertus und Neoarchaediscus parvus, Biseriella, Earlandia, Endothyridae, Eolasiodiscus, Eotuberitina, Eotournayella, Orthovertella, Palaeonubecularia, Priscella, Tetrataxis, Trepeilopsis und die problematische Wetheredella sowie aus Algen.
Die Watahomigi-Formation stellt mit mehr als 85 Taxa die bedeutendste und diversifizierteste Invertebratenfauna der Supai Group. Unter den Invertebraten finden sich vor allem Brachiopoden (die Athyridida mit Composita, Composita gibbosa, Composita ovata, Composita subtilita, die Lingulida mit Lingula, Orbiculoidea, Orbiculoidea meekana und Orbiculoidea missouriensis, die Orthida mit Schizophoria altirostris, die Orthotetida mit Derbyia und Orthotetes, die Productida mit Buxtonia, Linoproductus nodosus und Linoproductus pumilus, die Spiriferida mit Anthracospirifer newberryi, Anthracospirifer occiduus, Anthracospirifer tanoensis, Crurithyris planoconvexa und Spirifer, die Spiriferinida mit Punctospirifer transversus und Reticulariina gonionota und die Terebratulida mit Dielasma). Brachiopoden sind die am häufigsten vertretene Fossilgruppe in der Watahomigi-Formation und sind mit den Klassen Lingulata, Rhynchonellata und Strophomenata vertreten. Ferner erscheinen Bryozoen (Krustenbildner auf Brachiopoden mit Cystodictya, Fenestella und Polypora, vertreten sind ferner die Taxa Fistuliporoidae, Rhomboporoidae und Trepostomida bzw. Stenoporoidae), Conodonten (Cavusgnathus gigantus, Hindeodella, Synprioniodina), Conulariida, Crinoiden (Stielglieder), Echinoidea (Stacheln), Gastropoden (Anomphalacea mit Anomphalus, Bellerophontida mit Bellerophon, Euphemites und Retispira, Donaldinidae mit Donaldina, Euomphalinida mit Euomphalus, Microdoma und Straparollus, Meekospiridae mit Meekospira, Neritacea mit Naticopsis, Platyceratacea mit Strophostylus, Pleurotomariacea mit Baylea, Euconospira und Shansiella und die Subulitacea mit Subulitida), Korallen (darunter Tabulata und Favositida wie Michelinia und Syringopora), Muscheln (Bivalvia), Rostroconcha (Pseudoconocardium) und Trilobiten (Paladin). Bei den Muscheln sind vor allem die Cardiida (mit den Taxa Oriocrassatella, Permophorus und Wilkingia terminalis) erwähnenswert, die Myalinida (mit Myalina, Myalina cuneiformis, Myalina perattenuata, Selenimyalina und Septimyalina), die Nuculanida (mit Palaeoneilo, Paleyoldia und Phestia), die Nuculida (mit Nuculopsis), die Ostreida (mit Leptodesma), die Pectinida (mit Aviculopecten und Aviculopecten gravidus), die Pholadomyida mit Edmondia, die Trigoniida (mit Schizodus und Schizodus amplus) und die Unionida (mit Promytilus). 
Bioklastischer Invertebratenabrieb setzt sich vor allen Dingen aus Brachiopoden, Bryozoen, Foraminiferen, Muscheln und Pelmatozoen (Stachelhäuter) zusammen. Invertebraten haben auch Wohnbauten und Freß- bzw. Grabgänge angelegt.
Bei den Vertebraten sind insbesondere Fischzähne, Schuppen und Wirbelfragmente von holocephalen Knorpelfischen (Deltodus und Deltodus mercurii), vom zu den Xenacanthiformes gehörenden Hokomata parva und von anderen unbestimmbaren Gruppen bedeutungsvoll. 
Insgesamt unterscheidet sich die Watahomigi-Formation in ihrem Fossilgehalt sehr deutlich von den höheren Formationen der Supai Group. Dies betrifft vor allem ihren Reichtum an Brachiopoden, aber auch Gastropoden und Muscheln sind örtlich reichhaltig vorhanden. Diese Faunengruppen sind hingegen in den nachfolgenden Formationen relativ ungewöhnlich.

## Alter
Die Watahomigi-Formation wurde während des Bashkiriums und des frühen Moscoviums abgelagert. Dies entspricht dem Zeitraum 323 bis 315 Millionen Jahre oder den nordamerikanischen Stufen mittleres bis spätes Morrowum und frühes Atokum bzw. den mitteleuropäischen Stufen Westfalium A und Westfalium B. Die Grenze Unterkarbon/Oberkarbon (entsprechend 323,2 Millionen Jahre) konnte anhand des Conodonten Declinognathodus noduliferus, der auf die Conodontenzone Rhachistognathus muricatus/Adetognathus lautus folgt, innerhalb der Watahomigi-Formation 17 Meter oberhalb des Kontakts mit der Surprise-Canyon-Formation festgelegt werden. Die untere Hanglage und die Steilstufe wurden mittels Brachiopoden dem Morrowum zugeordnet, die obere Hanglage jedoch mittels Foraminiferen dem Atokum (beispielsweise indiziert das erstmalige Auftreten von Pseudostaffella die Foraminiferenzone Pf 4 des Bashkiriums).